# Senna Comasco
Senna Comasco est une commune de la province de Côme dans la région Lombardie en Italie.

## Administration
| Période                                  | Période | Identité | Étiquette | Qualité |
| ---------------------------------------- | ------- | -------- | --------- | ------- |
|                                          |         |          |           |         |
| Les données manquantes sont à compléter. |         |          |           |         |

### Hameaux
Navedano

### Communes limitrophes
Cantù, Capiago Intimiano, Casnate con Bernate, Côme, Cucciago